# Kanton Ars-sur-Moselle
Kanton Ars-sur-Moselle (fr. Canton d'Ars-sur-Moselle) byl francouzský kanton v departementu Moselle v regionu Lotrinsko. Tvořilo ho 18 obcí. Zrušen byl po reformě kantonů 2014.

## Obce kantonu
- Ancy-sur-Moselle
- Arry
- Ars-sur-Moselle
- Châtel-Saint-Germain
- Corny-sur-Moselle
- Dornot
- Gorze
- Gravelotte
- Jouy-aux-Arches
- Jussy
- Lessy
- Novéant-sur-Moselle
- Rezonville
- Rozérieulles
- Sainte-Ruffine
- Vaux
- Vernéville
- Vionville